# Vilerna bonitensis
Vilerna bonitensis är en insektsart som beskrevs av Marius Descamps och Christiane Amédégnato 1989. Vilerna bonitensis ingår i släktet Vilerna och familjen gräshoppor. Inga underarter finns listade i Catalogue of Life.